# Klaus Bitterling
Klaus Alfred Bitterling (* 12. Juni 1937 in Berlin; † 10. Dezember 2020 in Großenaspe) war ein deutscher Anglist und Hochschullehrer.

## Leben und Wirken
Klaus Bitterling studierte nach seiner Reifeprüfung 1956 in Berlin-Charlottenburg Anglistik und Germanistik an der Freien Universität Berlin. Dort legte er 1965 das erste Staatsexamen für den höheren Schuldienst ab und promovierte im Jahre 1969 bei Rolf Kaiser mit einer Arbeit über den "Wortschatz von Barbours 'Bruce'." Von 1965 bis 2002 war er als Hochschullehrer an der FU Berlin tätig, zunächst als wissenschaftlicher Assistent, dann als Professor auf Zeit. Der Schwerpunkt seiner wissenschaftlichen Tätigkeit lag vor allem in der Mediävistik und der mittelenglischen Prosa.

## Veröffentlichungen (Auswahl)
- Die Neuanfänge der englischen Fachsprache im Hochmittelalter. In: Joerg O. Fichte u. a. (Hrsg.): Zusammenhänge, Einflüsse, Wirkungen. Kongressakten zum ersten Symposium des Mediävistenverbandes in Tübingen, 1984. de Gruyter, Berlin 1986, S. 370–382, ISBN 3-11-010447-4.
- The Tretis of the Tua Mariit Wemen and the Wedo. Some comments on words, imagery, and genre. In: Dietrich Strauss/Horst W. Drescher (Hrsg.): Scottish language and literature, medieval and renaissance (= Scottish studies, Bd. 4). Lang, Frankfurt/M. 1986, S. 337–358, ISBN 3-8204-5500-0.

- Of shrifte and penance. The Me prose translation of Le Manuel des Péchés; ed. from St John's College, Cambridge, MS G.30 (= Middle English texts, Bd. 29). Winter, Heidelberg 1998, ISBN 3-8253-0586-4.
- Chaucer und die Sprache der Wissenschaften. In: Sudhoffs Archiv, Bd. 83 (1999), H. 1, S. 1–21.
- Sprachkontakte und Übersetzungsliteratur in spätmittelenglischer Zeit. In: Anglia, Bd. 102 (2002), H. 2, S. 200–227.
- Zu Etymologie und Wortspiel in der volkssprachlichen Literatur des englischen Mittelalters. In: Jahrbuch für internationale Germanistik, Bd. 34 (2002), H. 2, S. 289–302.
- Physiologus und Bestiarien im englischen Mittelalter. In: Mittellateinisches Jahrbuch, Bd. 40 (2005), S. 153–170.

Außerdem weitere Aufsätze in Fachzeitschriften und zahlreiche Artikel im „Lexikon des Mittelalters“.